# Porfirio Lobo Sosa
Porfirio "Pepe" Lobo Sosa (Trujillo, 22 de dezembro de 1947) é um administrador e empresário político, professor universitário e agricultor hondurenho. Filiado ao Partido Nacional de Honduras, de direita, foi Presidente das Honduras entre 2010 e 2014. 
Pepe Lobo foi presidente do Congresso Nacional de Honduras de 2002 a 2006. Foi eleito presidente em 29 de novembro de 2009, cinco meses depois de uma grave crise política que culminou com o afastamento e pedido de prisão do então presidente Manuel Zelaya, ocorrido em 28 de junho de 2009. Foi investido do cargo em  27 de janeiro de 2010.
Pepe Lobo não foi reconhecido explicitamente pela União Europeia ou pelos países membros do Mercosul e tampouco pela maioria dos demais países da América Latina. No entanto, foi reconhecido como presidente de Honduras por 29 países, dentre os quais incluem-se Estados Unidos, Canadá, Colômbia, Taiwan, Costa Rica, Peru e Panamá.